# John L. O'Sullivan
John Louis O'Sullivan (15 de novembro de 1813 – 24 de março de 1895) foi um colunista e editor americano que usou o termo "destino manifesto" em 1845 para promover a anexação do Texas e do Oregon Country aos Estados Unidos. Era um influente escritor político e defensor do Partido Democrata naquela época e atuou como Ministro dos EUA em Portugal durante a administração do presidente Franklin Pierce (1853–1857), mas desapareceu em grande parte da proeminência logo depois disso. Ele foi resgatado da obscuridade no século XX, depois que a famosa frase "destino manifesto" foi remontada até ele.

## Início de carreira
Nasceu no mar, filho de John Thomas O'Sullivan, diplomata americano e capitão do mar, e Mary Rowly. Descendia de uma longa linha de expatriados irlandeses e mercenários, e teve um forte senso de destino pessoal. Seu pai, terceiro barão com o nome O'Sullivan, tinha sido naturalizado como cidadão norte-americano e serviu como cônsul dos EUA na Costa da Berbéria. John Louis O'Sullivan se formou no Columbia College (1831) e tornou-se advogado. Seu empreendimento mais bem-sucedido veio em 1837 quando fundou e editou a United States Magazine and Democratic Review, com sede em Washington. Adotou as formas mais radicais da democracia jacksoniana e ensaios publicados pelos escritores mais proeminentes na América, incluindo a causa de uma literatura democrática e americana. Os colaboradores incluíam Hawthorne, Ralph Waldo Emerson, Henry David Thoreau, John Greenleaf Whittier, William Cullen Bryant e Walt Whitman. Foi um reformador agressivo na Legislatura do Estado de Nova Iorque, onde liderou o movimento mal sucedido para abolir a pena capital. Em 1846, os investidores ficaram insatisfeitos com a má gestão e perdeu o controle de sua revista.

## "Destino manifesto"
Na edição de julho-agosto de 1845 da Democratic Review, O'Sullivan publicou um ensaio intitulado "Anexação", que conclamava os EUA a admitirem a República do Texas na União. Por causa das preocupações no Senado sobre a expansão do número de estados escravistas e a possibilidade de guerra com o México, a anexação do Texas foi por muito tempo uma questão controversa. O Congresso havia votado pela anexação no início de 1845, mas o Texas ainda tinha que aceitar, e os opositores ainda esperavam bloquear a anexação. O ensaio de O'Sullivan insistia que "agora é hora de a oposição à anexação do Texas cessar". Argumentou que os Estados Unidos tinham um mandamento divino para se expandir em toda a América do Norte, escrevendo sobre "nosso destino manifesto de nos estender pelo continente pela Providência através do livre desenvolvimento dos nossos milhões anualmente multiplicando." O Texas foi anexado logo em seguida, mas o primeiro uso de O'Sullivan da expressão "destino manifesto" atraiu pouca atenção.
O segundo uso de O'Sullivan da frase se tornou extremamente influente. Em uma coluna, que apareceu no New York Morning News em 27 de dezembro de 1845, dirigiu-se à disputa de limites em andamento com a Grã-Bretanha no Oregon Country.
E essa afirmação é pelo direito de nosso destino manifesto de se espalhar e possuir todo o continente que a Providência nos deu para o desenvolvimento do grande experimento de liberdade e autogoverno federado que nos foi confiado.
Ou seja, O'Sullivan acreditava que Deus ("Providência") havia dado aos Estados Unidos uma missão para espalhar a democracia republicana ("a grande experiência da liberdade") por toda a América do Norte. Como a Grã-Bretanha não usaria o Oregon para propagar a democracia, O'Sullivan pensou, as reivindicações britânicas sobre o território poderiam ser desconsideradas. Acreditava que o destino manifesto era um ideal moral (uma "lei maior") que substituía outras considerações, incluindo leis e acordos internacionais. Ele deixou claro que não incluiu o leste do Canadá como parte da doutrina e trabalhou para aliviar as tensões entre os dois países na década de 1840.
A concepção original do destino manifesto de O'Sullivan não era um apelo à expansão territorial pela força. Ele acreditava que a expansão da democracia no estilo dos EUA era inevitável e ocorreria sem o envolvimento militar visto que brancos (ou "anglo-saxões") emigraram para novas regiões. Desaprovou o envolvimento dos Estados Unidos na Guerra Mexicano-Americana em 1846, embora tenha passado a acreditar que o resultado seria benéfico para ambos os países.
A frase de O'Sullivan forneceu um rótulo para sentimentos que se tornaram particularmente populares durante a década de 1840, mas as idéias em si não eram novas. O próprio já havia expressado algumas dessas idéias, notavelmente em um ensaio de 1839 intitulado "A Grande Nação do Futuro". O'Sullivan não foi o criador do conceito destino manifesto, mas ele foi um dos seus principais defensores.
A princípio, ele não sabia que havia criado uma nova frase de efeito. O termo se tornou popular depois que os opositores Whig do governo Polk criticaram. Em 3 de janeiro de 1846, o deputado Robert Winthrop ridicularizou o conceito no Congresso, dizendo que "Eu suponho que o direito de um destino manifesto a se espalhar não será admitido em qualquer nação exceto a nação universal Yankee". Apesar desta crítica, os democratas abraçaram a frase. Ele pegou tão rapidamente que foi esquecido que O'Sullivan o inventou. Não foi até 1927 que o historiador Julius Pratt determinou que a frase tinha se originado com O'Sullivan.

## Últimos anos
O'Sullivan sofreu um derrame em 1889. Morreu na obscuridade de gripe durante novo surto da pandemia de gripe de 1889–1890 em um hotel residencial na cidade de Nova York em 1895, exatamente quando a frase "destino manifesto" estava sendo revivida. Ele está enterrado no Cemitério Moravian em Staten Island.